# A Visit to the Seaside
A Visit to the Seaside (1908) va ser la primera pel·lícula filmada amb èxit amb el Kinemacolor. Amb una duració de 8 minuts la pel·lícula va ser dirigida per George Albert Smith. La pel·lícula filmada a Brighton, mostrava com persones feien activitats diàries. Té una alta importància històrica, ja que el Kinemacolor més tard influí i fou reemplaçat per el Technicolor. El Kinemacolor va ser utilitzat de 1916 a 1952.

## Estrena
Primer va ser projectada per a comerciants l'1 de maig de 1908. Les demostracions públiques es van fer entre Londres i Nova York. La primera projecció que el públic va veure de la pel·lícula es va donar en un programa de 21 curtmetratges posats al Palace Theatre de Londres. Als Estats Units es va veure per primer cop l'11 de desembre de 1909, en una exhibició que Smith i el seu col·laborador Charles Urban van fer al Madison Square Garden de Nova York.
Gràcies a aquest experiment, Smith va ser atorgat amb una Medalla de Plata per la Societat Reial d'Arts.

## Procés tècnic de filmació[6]
Amb només dos colors filtrats (la versió predecessora d'Edward Raymond Turner feia servir tres) es fan servir per filmar els negatius de les imatges filmades, aquests dos es projecten després en positiu. Els colors són verd i vermell.
Com que filma en dos colors la càmera anirà el doble de ràpid, agafant 22 imatges per segon enlloc de 16. Una altra diferència seria que la rotació estarà agafada amb un filtre de color, aquest filtre està compost per un esquelet d'alumini amb quatre fragments. Dos fragments oberts, un fragment contenint el vermell, i el quart fragment fet amb el color verd.
Les exposicions es fan a través dels dos filtres, vermell i verd. Finalment, s'imprimirà el negatiu de manera ordinària.